# Felipe Gutiérrez
Felipe Alejandro Gutiérrez Leiva (Quintero, 8 de octubre de 1990) es un exfutbolista profesional chileno que se desempeñaba como volante central. Actualmente es segundo entrenador en Deportes La Serena de la Primera División de Chile.
Además, fue internacional absoluto con la Selección chilena desde 2010 hasta 2017, con la que se consagró campeón de la Copa América en 2015.

## Trayectoria

### Inferiores
Sus primeros pasos los dio en el club deportivo Guacolda en Lautaro. Posteriormente, comenzó a hacer sus inferiores en Deportes Temuco, luego las realizó en Quintero Unido, club con el que salió campeón en 2008, y más tarde en Everton de Viña del Mar. Luego, un cazatalentos de la Universidad Católica lo llevó a Santiago. Debutó en el fútbol profesional en 2009 con tan solo 19 años de edad.

### Universidad Católica (2009-2012)
Luego en la Copa Chile Bicentenario marca su primer gol con el club, contra San Pedro de Atacama, abriendo la cuenta, ya que el partido terminaría 4-0 favorable para la UC. Posteriormente en la segunda fase del torneo 2010, Felipe se coronó campeón del Campeonato Nacional de Chile con Universidad Católica, equipo donde él también es hincha, anotando 2 goles, el primero se lo anotó a O'Higgins el 31 de julio de 2010, y el segundo lo anotó en la última fecha ante Everton. Fue el cuarto tanto de la goleada por 5-0, que le dio el título a la UC, dando la vuelta en San Carlos de Apoquindo.
En el Torneo Apertura 2011, hizo buena campaña, anotando en los partidos importantes frente a Colo-Colo y Universidad de Chile. Fue elegido Revelación del Torneo Apertura 2011 según una encuesta de Revista El Gráfico. Luego en la Copa Chile 2011, juega 3 partidos, todos de titular, y jugando la final contra Magallanes. Logra ser campeón de esta copa con la UC, siendo su segundo título con el club en el primer equipo. Uno de los tantos que convirtió en Torneo Clausura 2011, fue a Colo-Colo en el clásico disputado en el Estadio San Carlos de Apoquindo. Goleada imborrable por 4-0 a favor de los cruzados, marcada por jugarse después de 14 años en la cancha de la UC, luego de la campaña  Locales en San Carlos . 
Posteriormente en el Apertura 2012, anota 7 goles, siendo el goleador y figura del equipo. Le anota un gol a Deportes Antofagasta, Unión Española, O'Higgins de Rancagua, y dos a Cobreloa y Cobresal. En la Copa Libertadores 2012, anota 2 goles, ambos ante el Junior de Barranquilla colombiano. 

### FC Twente (2012-2016)
El 12 de junio de 2012 se confirma su fichaje en el FC Twente de la Eredivisie de Holanda utilizando la dorsal 21 . El club holandés canceló US$ 3,7 millones de dólares a Universidad Católica por el 70 % de la ficha del jugador. 
Hace su debut oficial con el club el 2 de agosto de 2012 por la tercera ronda de clasificación de la UEFA Europa League contra el FK Mladá Boleslav, ingresando en el minuto 73.
Marca su primer gol oficial con el Twente el 30 de agosto de 2012 por los play-off de la UEFA Europa League contra el Bursaspor, marcando el 3-1 del triunfo por 4-1 del Twente, permitiendo que el equipo holandés se clasifique para la fase de grupos de la UEFA Europa League.

### Real Betis y Cesión al Inter de Brasil (2016-2017)
El 29 de junio de 2016, firma por el Real Betis de la Primera División de España por las próximas tres temporadas, por una cantidad cercana a los tres millones de euros. Anotó su primer gol el 21 de octubre del mismo año en la agónica victoria de su equipo 1-2 en condición de visitante ante Osasuna, con un potente tiro libre a los 91' minutos de partido.
Debido a la falta de continuidad en el cuadro sevillano a causa, principalmente, de sus constantes lesiones, en marzo de 2017, es enviado a préstamo al Internacional de Porto Alegre hasta el mes de diciembre para disputar la Serie B de Brasil. El 12 de abril hizo su debut oficial ingresando a los 84' de juego, en el empate 1-1 de su equipo ante Corinthians, encuentro válido por la Copa de Brasil. Anotó su primer y único tanto el 9 de septiembre, en la derrota 2 a 1 de su equipo ante Esporte Clube Juventude, a los 32 minutos de partido. Lamentablemente, nunca pudo ganarse un puesto en el once titular del entrenador Odair Hellmann. Por lo mismo, al finalizar la temporada, únicamente disputó 16 encuentros de liga y otros 4 válidos por Copa de Brasil, regresando a Real Betis.

### Desvinculación del Betis y Sporting Kansas City (2018-2020)
Una vez finalizado su cesión en Brasil, se integró a los entrenamientos del Real Betis, de cara a la segunda parte de la temporada 2017-18. Sin embargo, finalmente el 30 de enero de 2018 el cuadro español anunció oficialmente su desvinculación del club, quedando como jugador libre para negociar su futuro profesional.
Si bien se especuló con un posible retorno a Universidad Católica, club que lo formó como futbolista profesional, finalmente el día 6 de febrero de 2018, Sporting Kansas City, club que milita en la Major League Soccer de Estados Unidos, anunció la incorporación del volante chileno, quien firmó un contrato por tres temporadas.

### Regreso a Universidad Católica (2021-2022)
Tras su paso por Kansas City llegó como agente libre a Universidad Católica. El 21 de marzo de 2021, junto al cuadro cruzado se coronó campeón de la Supercopa 2020, tras ganarle a Colo Colo por 4 a 2. A finales de ese año, el club jugó  la final de la Supercopa 2021 frente a Ñublense, donde la UC se coronó en tanda de penales tricampeón de está competencia. también la institución se coronó tetracampeón del torneo nacional, tras ganar las ediciones 2018, 2019, 2020 y 2021, y se convirtió en su quinto título con la franja. Gutiérrez marcó un gol de tiro libre en la victoria 3 a 0 frente a Everton, en el último partido del campeonato que le dio una nueva estrella a la UC.

### Colorado Rapids (2022)
El 2 de agosto de 2022 fue anunciada su cesión al Colorado Rapids de la Major League Soccer por lo que resta de temporada.

## Selección nacional

### Mundiales

#### Copa Mundial 2014
Pocos después fue convocado para el Mundial de Brasil 2014, aunque en un entrenamiento Gutiérrez sufrió una lesión leve en la rodilla, lo que requirió de un examen, poniendo en duda su participación en la Copa del Mundo. Para su suerte los exámenes no arrojaron nada grave y pudo disputar el torneo con normalidad. Hizo su debut en un mundial contra Australia por la primera fecha del Grupo B en Cuiaba, ingresando al minuto 59 por Arturo Vidal en la victoria por 3-1. En el segundo partido del Grupo contra España, ingresó al minuto 65 por Charles Aránguiz en el histórico triunfo por 2-0 de La Roja en el Estadio Maracaná de Río de Janeiro, Gutiérrez fue importante ya que refresco el mediocampo chileno y género peligro, este triunfo significó la clasificación de Chile a la siguiente ronda y la eliminación del actual campeón del mundo de ese mundial. En el último duelo del grupo contra Holanda en Sao Paulo, Gutiérrez fue titular en dicho partido que definía al líder del grupo y que acabó en triunfo neerlandés por 2-0, Gutiérrez hizo un bajísimo partido saliendo en el entretiempo por Jean Beausejour. En los octavos de final se midieron contra el anfitrión Brasil en el Estadio Mineirao de Belo Horizonte, duelo en el que fue el primer cambio ingresando al minuto 56 por Eduardo Vargas, partido que tras 120 minutos terminó igualado 1-1 y en lanzamientos penales los locales avanzaron por 3-2. Felipe Gutiérrez jugó los 4 partidos de Chile en aquel mundial, siendo titular en 1 y suplente en los otro tres, estando 164 minutos en cancha.

### Copas América

#### Copa América 2011
Tras su gran momento en Universidad Católica, fue convocado por Marcelo Bielsa e hizo su debut en la selección adulta el 30 de mayo de 2010 contra Irlanda del Norte (1-0) en el Estadio Nelson Oyarzún de Chillán, ingresando al minuto 90 por Matías Fernández y debutando en la selección adulta con solo 19 años. Al año siguiente (2011), fue llamado a una gira europea, donde Chile jugó contra Portugal (1-1), duelo en el que Gutiérrez no jugó. Posteriormente fueron a Holanda a jugar un amistoso con Colombia (2-0) que tampoco jugó. En esa gira fue llamado por el entrenador Claudio Borghi. Debutó en la Era Borghi el 19 de junio de 2011, en un partido amistoso frente a la Selección de fútbol de Estonia, ingresando por Jean Beausejour en el minuto 76', finalizando el partido con un marcador 4-0 a favor de Chile en el Estadio Monumental, 4 días después volvió a jugar en la igualdad 0-0 contra Paraguay en Asunción, ingresando al 70' por Luis Antonio Jiménez, ambos como duelos preparatorios para la Copa América 2011 en Argentina. Fue parte del plantel de la Copa América Argentina 2011 siendo suplente en los 4 duelos de Chile en ese torneo sin ingresar.

#### Copa América 2015
Después del mundial, se resintió de la rodilla, por lo que tuvo que ser operado en agosto, perdiéndose gran parte de la temporada 2014-15 del fútbol holandés, esto debiro a que la FIFA compensará económicamente a su club. A pesar de todo esto, "Pipe" fue incluido en la nómina de 23 jugadores para la Copa América 2015 a celebrarse en Chile, incluso alcanzó a jugar 1 partido amistoso preparatorio el 5 de junio de 2015 (volviendo a jugar por Chile después de 1 año) en el amistoso contra El Salvador (1-0) en el Estadio El Teniente de Rancagua. En el torneo continental solo vio acción algunos minutos en el duelo de semifinales contra Perú en el Estadio Nacional Julio Martínez Pradanos, ingresando al minuto 85 por Jorge Valdivia, jugando 5 minutos en el triunfo por 2-1 sobre los peruanos con doblete de Eduardo Vargas y así Chile volvía a una final de Copa América luego de 28 años, en la final vencieron a Argentina en lanzamientos penales por 4:1 para consagrarse Campeones de América por primera vez en su historia.

#### Copa FIFA Confederaciones 2017
Después fue convocado y formó parte del plantel que fue subcampeón de la Copa Confederaciones 2017 celebrada en Rusia, en la cual disputó partidos. En la recta final de las clasificatorias solo jugó 1 partido, el de la Fecha 17 contra Ecuador en el Estadio Monumental, ingresando al minuto 83 por la figura del encuentro, Jorge Valdivia, un minuto después Ecuador empate tras el tanto de Romario Ibarra, al 85 Vidal robó una pelota, este se la cedió, disparó, el arquero Máximo Banguera tapó y de rebote Alexis Sánchez anotó el 2-1 al minuto 85 desatando la locura en las gradas del Monumental. Un tanto que al final de nada serviría porque en la última fecha cayeron por 3-0 contra Brasil en el Allianz Parque (donde fue solo alternativa) quedando eliminados del Mundial de Rusia 2018. Felipe Gutiérrez jugó 8 de los 18 partidos de Chile en las Clasificatorias a Rusia 2018, siendo titular en sólo 2 y marcando 1 gol en los 278 minutos que alcanzó a jugar, siendo las lesiones uno de los motivos por los que jugó poco.
Su última convocatoria por la Selección de Fútbol de Chile se produjo el 11 de septiembre de 2019 en la derrota 2-1 frente a la Selección de Fútbol de Honduras jugado en el Estadio Olímpico Metropolitano.

### Clasificatorias

#### Clasificatorias Brasil 2014
Debutó como titular el 15 de febrero de 2012 contra Paraguay en el Estadio Feliciano Cáceres de Luque, jugando todo el partido en la derrota 0-2 contra los paraguayos. Al mes siguiente, fue considerado por Claudio Borghi para la Copa del Pacífico contra la selección peruana, el primer partido se jugó el 21 de marzo en Arica el cual terminó en triunfo chileno 3-1 (Gutiérrez ingresó al minuto 65 por Rodrigo Millar). Mientras que el duelo de vuelta se jugó en Tacna y acabó en triunfo chileno por 3-0 (6-1 global y campeón del torneo amistoso) con Gutiérrez siendo titular hasta el minuto 74, siendo reemplazado por el debutante Bryan Rabello. El 16 de octubre de 2012 jugó su primer partido por duelos oficiales y también marco su primer gol por la selección chilena por la Fecha 10 de las Eliminatorias para Brasil 2014, ingresando desde el banco al minuto 74 por Mark González; logrando el descuento al minuto 90+1' batiendo a Sergio Romero, frente a la selección argentina, que ganó 2-1.
Tras el despido de Borghi en noviembre de 2012, fue convocado en el nuevo proceso de Jorge Sampaoli constantemente durante 2013, estando presente en el triunfo de Chile por 2-1 sobre Paraguay en el Estadio Defensores del Chaco en Asunción por la fecha 13 de las clasificatorias a Brasil 2014, ingresando en los últimos minutos por Eduardo Vargas. Poco después en la última fecha lograron la clasificación al Mundial de Brasil tras vencer 2-1 a Ecuador de local en el cual fue alternativa. También el 15 de noviembre del mismo año, fue partícipe en el histórico triunfo 2-0 sobre Inglaterra en el mítico Wembley de Londres, al ingresar en el entretiempo por Matías Fernández.

#### Clasificatorias Rusia 2018
Dos meses después de la conclusión de la Copa América, Gutiérrez anotó sus primeros goles con Chile en tres años, marcando un doblete en la victoria en la victoria por 3-2 sobre Paraguay en Santiago el 5 de septiembre de 2015. Empezó bien las Clasificatorias a Rusia 2018, ingresando al minuto 64 por Arturo Vidal en el triunfo 4-3 sobre Perú en Lima por la segunda fecha, tras la renuncia al cargo de Jorge Sampaoli y la llegada de Juan Antonio Pizzi, Gutiérrez iría de más a menos en la selección. Comenzó como titular en el primer partido de la "Era Pizzi" por la quinta fecha de las clasificatorias frente a Argentina de local siendo uno de los puntos altos en la derrota 1-2 contra la albiceleste, ya que marcó el gol chileno al minuto 10 mediante cabezazo tras el córner ejecutado por Fabián Orellana. Sin embargo, debido a su lesión de rodilla, quedó descartado para la Copa América Centenario en Estados Unidos, en la que Chile se consagró Bicampeón de América. Volvió a jugar por su selección el 1 de septiembre de 2016 contra Paraguay en el Defensores del Chaco por Clasificatorias, ingresando como sustituto al minuto 72 por Francisco Silva en la derrota chilena 1:2, poco después el 6 de septiembre, ingresó al minuto 64 por el lesionado Matías Fernández en el increíble empate 0-0 contra Bolivia en el Estadio Monumental. Volvieron al triunfo en la décima fecha contra Perú en el Estadio Nacional de Chile en una gran actuación de Arturo Vidal, quien marcó los 2 goles del triunfo 2-1, Gutiérrez por su parte ingresó al minuto 90+2' por Eduardo Vargas para quemar tiempo.

#### Participaciones en Clasificatorias a Copas del Mundo
| Eliminatorias             | País   | Resultado   | Posición   | Partidos | Goles | Asis. |
| ------------------------- | ------ | ----------- | ---------- | -------- | ----- | ----- |
| Eliminatorias Brasil 2014 | Brasil | Clasificado | 3.er lugar | 2        | 1     | 0     |
| Eliminatorias Rusia 2018  | Rusia  | Eliminado   | 6.º lugar  | 8        | 1     | 0     |

#### Participaciones en Copas del Mundo
| Mundial                        | Sede   | Resultado        | PJ | Goles |
| ------------------------------ | ------ | ---------------- | -- | ----- |
| Copa Mundial de Fútbol de 2014 | Brasil | Octavos de final | 4  | 0     |

#### Participaciones en Copa América
| Copa              | Sede      | Resultado        | PJ | Goles |
| ----------------- | --------- | ---------------- | -- | ----- |
| Copa América 2011 | Argentina | Cuartos de final | 0  | 0     |
| Copa América 2015 | Chile     | Campeón          | 1  | 0     |

#### Participaciones en Copas FIFA Confederaciones
| Copa                           | Sede  | Resultado  | PJ | Goles |
| ------------------------------ | ----- | ---------- | -- | ----- |
| Copa FIFA Confederaciones 2017 | Rusia | Subcampeón | 0  | 0     |

### Partidos internacionales
Actualizado hasta el 5 de octubre de 2017.
| Partidos internacionales | Partidos internacionales | Partidos internacionales                                       | Partidos internacionales | Partidos internacionales | Partidos internacionales | Partidos internacionales | Partidos internacionales       |
| N.º                      | Fecha                    | Estadio                                                        | Local                    | Resultado                | Visitante                | Goles                    | Competición                    |
| ------------------------ | ------------------------ | -------------------------------------------------------------- | ------------------------ | ------------------------ | ------------------------ | ------------------------ | ------------------------------ |
| 1                        | 30 de mayo de 2010       | Estadio Nelson Oyarzún, Chillán, Chile                         | Chile                    | 1-0                      | Irlanda del Norte        |                          | Amistoso                       |
| 2                        | 30 de mayo de 2010       | Estadio Municipal de Concepción, Concepción, Chile             | Chile                    | 3-0                      | Israel                   |                          | Amistoso                       |
| 3                        | 19 de junio de 2011      | Estadio Monumental, Santiago, Chile                            | Chile                    | 4-0                      | Estonia                  |                          | Amistoso                       |
| 4                        | 23 de junio de 2011      | Estadio Defensores del Chaco, Asunción, Paraguay               | Paraguay                 | 0-0                      | Chile                    |                          | Amistoso                       |
| 5                        | 2 de septiembre de 2011  | AFG Arena, San Galo, Suiza                                     | España                   | 3-2                      | Chile                    |                          | Amistoso                       |
| 6                        | 15 de febrero de 2012    | Estadio Feliciano Cáceres, Luque, Paraguay                     | Paraguay                 | 2-0                      | Chile                    |                          | Amistoso                       |
| 7                        | 21 de marzo de 2012      | Estadio Carlos Dittborn, Arica, Chile                          | Chile                    | 3-1                      | Perú                     |                          | Copa del Pacífico 2012         |
| 8                        | 11 de abril de 2012      | Estadio Jorge Basadre, Tacna, Perú                             | Perú                     | 0-3                      | Chile                    |                          | Copa del Pacífico 2012         |
| 9                        | 16 de octubre de 2012    | Estadio Nacional, Santiago, Chile                              | Chile                    | 1-2                      | Argentina                |                          | Clasificatorias a Brasil 2014  |
| 10                       | 14 de noviembre de 2012  | AFG Arena, San Galo, Suiza                                     | Serbia                   | 3-1                      | Chile                    |                          | Amistoso                       |
| 11                       | 6 de febrero de 2013     | Estadio Vicente Calderón, Madrid, España                       | Chile                    | 2-1                      | Egipto                   |                          | Amistoso                       |
| 12                       | 7 de junio de 2013       | Estadio Defensores del Chaco, Asunción, Paraguay               | Paraguay                 | 1-2                      | Chile                    |                          | Clasificatorias a Brasil 2014  |
| 13                       | 14 de agosto de 2013     | Estadio Brøndby, Copenhague, Dinamarca                         | Irak                     | 0-6                      | Chile                    |                          | Amistoso                       |
| 14                       | 15 de noviembre de 2013  | Estadio de Wembley, Londres, Inglaterra                        | Inglaterra               | 0-2                      | Chile                    |                          | Amistoso                       |
| 15                       | 19 de noviembre de 2013  | Estadio Rogers Centre, Toronto, Canadá                         | Brasil                   | 2-1                      | Chile                    |                          | Amistoso                       |
| 16                       | 5 de marzo de 2014       | Estadio Mercedes-Benz Arena, Stuttgart, Alemania               | Alemania                 | 1-0                      | Chile                    |                          | Amistoso                       |
| 17                       | 30 de mayo de 2014       | Estadio Nacional Julio Martínez Prádanos, Santiago, Chile      | Chile                    | 3-2                      | Egipto                   |                          | Amistoso                       |
| 18                       | 4 de junio de 2014       | Estadio Elías Figueroa Brander, Valparaíso, Chile              | Chile                    | 2-0                      | Irlanda del Norte        |                          | Amistoso                       |
| 19                       | 13 de junio de 2014      | Arena Pantanal, Cuiabá, Brasil                                 | Chile                    | 3-1                      | Australia                |                          | Copa Mundial de Fútbol de 2014 |
| 20                       | 18 de junio de 2014      | Estadio Maracaná, Río de Janeiro, Brasil                       | España                   | 0-2                      | Chile                    |                          | Copa Mundial de Fútbol de 2014 |
| 21                       | 23 de junio de 2014      | Arena Corinthians, São Paulo, Brasil                           | Países Bajos             | 2-0                      | Chile                    |                          | Copa Mundial de Fútbol de 2014 |
| 22                       | 28 de junio de 2014      | Estadio Mineirão, Belo Horizonte, Brasil                       | Brasil                   | 1-1 (t. s.) 3-2p         | Chile                    |                          | Copa Mundial de Fútbol de 2014 |
| 23                       | 5 de junio de 2015       | Estadio El Teniente, Rancagua, Chile                           | Chile                    | 1-0                      | El Salvador              |                          | Amistoso                       |
| 24                       | 29 de junio de 2015      | Estadio Nacional Julio Martínez Prádanos, Santiago, Chile      | Chile                    | 2-1                      | Perú                     |                          | Copa América 2015              |
| 25                       | 5 de septiembre de 2015  | Estadio Nacional Julio Martínez Prádanos, Santiago, Chile      | Chile                    | 3-2                      | Paraguay                 |                          | Amistoso                       |
| 26                       | 13 de octubre de 2015    | Estadio Nacional de Lima, Lima, Perú                           | Perú                     | 3-4                      | Chile                    |                          | Clasificatorias a Rusia 2018   |
| 27                       | 24 de marzo de 2016      | Estadio Nacional Julio Martínez Prádanos, Santiago, Chile      | Chile                    | 1-2                      | Argentina                |                          | Clasificatorias a Rusia 2018   |
| 28                       | 29 de marzo de 2016      | Estadio Agustín Tovar, Barinas, Venezuela                      | Venezuela                | 1-4                      | Chile                    |                          | Clasificatorias a Rusia 2018   |
| 29                       | 1 de septiembre de 2016  | Estadio Defensores del Chaco, Asunción, Paraguay               | Paraguay                 | 2-1                      | Chile                    |                          | Clasificatorias a Rusia 2018   |
| 30                       | 6 de septiembre de 2016  | Estadio Monumental, Santiago, Chile                            | Chile                    | 3-0                      | Bolivia                  |                          | Clasificatorias a Rusia 2018   |
| 31                       | 11 de octubre de 2016    | Estadio Nacional Julio Martínez Prádanos, Santiago, Chile      | Chile                    | 2-1                      | Perú                     |                          | Clasificatorias a Rusia 2018   |
| 32                       | 10 de noviembre de 2016  | Estadio Metropolitano Roberto Meléndez, Barranquilla, Colombia | Colombia                 | 0-0                      | Chile                    |                          | Clasificatorias a Rusia 2018   |
| 33                       | 9 de junio de 2017       | VEB Arena, Moscú, Rusia                                        | Rusia                    | 1-1                      | Chile                    |                          | Amistoso                       |
| 34                       | 13 de junio de 2017      | Cluj Arena, Cluj, Rumanía                                      | Rumania                  | 3-2                      | Chile                    |                          | Amistoso                       |
| 35                       | 5 de octubre de 2017     | Estadio Monumental, Santiago, Chile                            | Chile                    | 2-1                      | Ecuador                  |                          | Clasificatorias a Rusia 2018   |
| Total                    | Total                    | Total                                                          | Presencias               | 35                       | Goles                    | 4                        |                                |

| Selección chilena | Selección chilena | Selección chilena |
| Año               | Partidos          | Goles             |
| ----------------- | ----------------- | ----------------- |
| 2010              | 2                 | 0                 |
| 2011              | 3                 | 0                 |
| 2012              | 5                 | 1                 |
| 2013              | 5                 | 0                 |
| 2014              | 7                 | 0                 |
| 2015              | 4                 | 2                 |
| 2016              | 6                 | 1                 |
| 2017              | 3                 | 0                 |
| Total             | 35                | 4                 |

### Goles con la Selección
Actualizado hasta el 24 de marzo de 2016.
| Goles por la Selección de fútbol de Chile | Goles por la Selección de fútbol de Chile | Goles por la Selección de fútbol de Chile                 | Goles por la Selección de fútbol de Chile | Goles por la Selección de fútbol de Chile | Goles por la Selección de fútbol de Chile | Goles por la Selección de fútbol de Chile |
| #                                         | Fecha                                     | Lugar                                                     | Rival                                     | Gol                                       | Resultado                                 | Competición                               |
| ----------------------------------------- | ----------------------------------------- | --------------------------------------------------------- | ----------------------------------------- | ----------------------------------------- | ----------------------------------------- | ----------------------------------------- |
| 1                                         | 16 de octubre de 2012                     | Estadio Nacional Julio Martínez Prádanos, Santiago, Chile | Argentina                                 | 1 – 2                                     | 1 – 2                                     | Clasificatorias a Brasil 2014             |
| 2                                         | 5 de septiembre de 2015                   | Estadio Nacional Julio Martínez Prádanos, Santiago, Chile | Paraguay                                  | 1 – 0                                     | 3 – 2                                     | Amistoso                                  |
| 3                                         | 5 de septiembre de 2015                   | Estadio Nacional Julio Martínez Prádanos, Santiago, Chile | Paraguay                                  | 2 – 2                                     | 3 – 2                                     | Amistoso                                  |
| 4                                         | 24 de marzo de 2016                       | Estadio Nacional Julio Martínez Prádanos, Santiago, Chile | Argentina                                 | 1 – 0                                     | 1 – 2                                     | Clasificatorias a Rusia 2018              |

## Vida personal
Es hermano menor del exfutbolista Orlando Gutiérrez. Felipe está casado desde 2013 con Carla Rejano, con quien tiene 3 hijos.
Mantiene una fuerte ligazón con Quintero Unido, aportando al club con indumentaria y patrocinio.

## Estadísticas

### Como jugador
| Club                             | Div.          | Temporada     | Liga  | Liga  | Copas nacionales | Copas nacionales | Torneos internacionales | Torneos internacionales | Total | Total | Media goleadora |
| Club                             | Div.          | Temporada     | Part. | Goles | Part.            | Goles            | Part.                   | Goles                   | Part. | Goles | Media goleadora |
| -------------------------------- | ------------- | ------------- | ----- | ----- | ---------------- | ---------------- | ----------------------- | ----------------------- | ----- | ----- | --------------- |
| Universidad Católica · Chile     | 1.ª           | 2009          | 2     | 0     | —                | —                | —                       | —                       | 2     | 0     | 0.00            |
| Universidad Católica · Chile     | 1.ª           | 2010          | 15    | 2     | 1                | 1                | —                       | —                       | 16    | 3     | 0.19            |
| Universidad Católica · Chile     | 1.ª           | 2011          | 31    | 10    | 4                | 0                | 13                      | 0                       | 48    | 10    | 0.21            |
| Universidad Católica · Chile     | 1.ª           | 2012          | 17    | 7     | —                | —                | 6                       | 2                       | 23    | 9     | 0.39            |
| FC Twente · Países Bajos         | 1.ª           | 2012-13       | 27    | 4     | 2                | 0                | 9                       | 1                       | 38    | 5     | 0.13            |
| FC Twente · Países Bajos         | 1.ª           | 2013-14       | 33    | 3     | 1                | 0                | —                       | —                       | 34    | 3     | 0.09            |
| Jong Twente · Países Bajos       | 2.ª           | 2014-15       | 1     | 0     | —                | —                | —                       | —                       | 1     | 0     | 0.00            |
| Jong Twente · Países Bajos       | Total club    | Total club    | 1     | 0     | 0                | 0                | 0                       | 0                       | 1     | 0     | 0.00            |
| FC Twente · Países Bajos         | 1.ª           | 2014-15       | 5     | 0     | 1                | 0                | —                       | —                       | 6     | 0     | 0.00            |
| FC Twente · Países Bajos         | 1.ª           | 2015-16       | 29    | 2     | 1                | 0                | —                       | —                       | 30    | 2     | 0.07            |
| FC Twente · Países Bajos         | Total club    | Total club    | 94    | 9     | 5                | 0                | 9                       | 1                       | 108   | 10    | 0.09            |
| Real Betis · España              | 1.ª           | 2016-17       | 14    | 1     | 2                | 0                | —                       | —                       | 16    | 1     | 0.06            |
| Real Betis · España              | Total club    | Total club    | 14    | 1     | 2                | 0                | 0                       | 0                       | 16    | 1     | 0.06            |
| SC Internacional · Brasil        | 2.ª           | 2017          | 16    | 1     | 4                | 0                | —                       | —                       | 20    | 1     | 0.05            |
| SC Internacional · Brasil        | Total club    | Total club    | 16    | 1     | 4                | 0                | 0                       | 0                       | 20    | 1     | 0.05            |
| Kansas City Estados Unidos       | 1.ª           | 2018          | 24    | 7     | 1                | 0                | —                       | —                       | 25    | 7     | 0.28            |
| Kansas City Estados Unidos       | 1.ª           | 2019          | 32    | 12    | 1                | 0                | 5                       | 0                       | 38    | 12    | 0.32            |
| Universidad Católica · Chile     | 1.ª           | 2021          | 21    | 3     | 4                | 0                | 6                       | 0                       | 31    | 3     | 0.1             |
| Universidad Católica · Chile     | 1.ª           | 2022          | 16    | 3     | 3                | 0                | 7                       | 0                       | 26    | 3     | 0.12            |
| Universidad Católica · Chile     | Total club    | Total club    | 102   | 25    | 12               | 1                | 32                      | 2                       | 146   | 28    | 0.19            |
| Colorado Rapids Estados Unidos   | 1.ª           | 2022          | 12    | 0     | —                | —                | —                       | —                       | 12    | 0     | 0.00            |
| Colorado Rapids Estados Unidos   | Total club    | Total club    | 12    | 0     | 0                | 0                | 0                       | 0                       | 12    | 0     | 0.00            |
| Al Wasl · Emiratos Árabes Unidos | 1.ª           | 2023          | 10    | 1     | 3                | 1                | —                       | —                       | 13    | 2     | 0.15            |
| Al Wasl · Emiratos Árabes Unidos | Total club    | Total club    | 10    | 1     | 3                | 1                | 0                       | 0                       | 13    | 2     | 0.15            |
| Kansas City Estados Unidos       | 1.ª           | 2023          | 8     | 0     | —                | —                | 3                       | 0                       | 11    | 0     | 0.00            |
| Kansas City Estados Unidos       | Total club    | Total club    | 64    | 19    | 2                | 0                | 8                       | 0                       | 74    | 19    | 0.26            |
| Total carrera                    | Total carrera | Total carrera | 313   | 56    | 28               | 2                | 49                      | 3                       | 390   | 61    | 0.16            |
| 1. 2. 3.                         |               |               |       |       |                  |                  |                         |                         |       |       |                 |

### Como entrenador alterno
| Club               | País  | Año       | Entrenador Titular |
| ------------------ | ----- | --------- | ------------------ |
| Sport Boys         | Perú  | 2025      | Cristian Paulucci  |
| Deportes La Serena | Chile | 2025-Act. | Cristian Paulucci  |

## Palmarés

### Campeonatos nacionales
| Título             | Equipo               | País  | Año  |
| ------------------ | -------------------- | ----- | ---- |
| Primera División   | Universidad Católica | Chile | 2010 |
| Copa Chile         | Universidad Católica | Chile | 2011 |
| Supercopa de Chile | Universidad Católica | Chile | 2020 |
| Supercopa de Chile | Universidad Católica | Chile | 2021 |
| Primera División   | Universidad Católica | Chile | 2021 |

### Campeonatos internacionales
| Título       | Equipo             | Sede  | Año  |
| ------------ | ------------------ | ----- | ---- |
| Copa América | Selección de Chile | Chile | 2015 |

### Distinciones individuales
| Distinción                                          | Año     |
| --------------------------------------------------- | ------- |
| "El Mejor de los Mejores" en Fútbol Formativo UC    | 2009    |
| Jugador Revelación en Chile                         | 2011    |
| Mejor jugador de la Eredivisie según AD Sportwereld | 2013–14 |
| Mejor gol del año en la Gala Crack Easy             | 2022    |